# Merethe Lindstrøm
Merethe Lindstrøm (Bergen, 26 mei 1963) is een Noorse schrijfster.
Lindstrøm debuteerde in mei 1983 met een verhalenbundel. Haar eerste roman, Regnbarnas rike, (Het koninkrijk van de regenboog) verscheen in 1992. In 1996 publiceerde ze haar roman Steinsamlere (De stenenverzamelaars). De verhalenbundel Gjestene (De gasten) uit 2007 werd genomineerd voor de Literatuurprijs van de Noordse Raad en de Kritikerprisen (De literatuurprijs van de Noorse critici). Haar volgende boek: Dager i stillhetens historie, in het Nederlands vertaald naar: Dagen in de geschiedenis van stilte, verscheen in 2011 en won de Kritikerprisen in 2011 en de Literatuurprijs van de Noordse Raad in 2012. Deze laatste beschouwt men, in de lidstaten van de Raad, als de belangrijkste literaire erkenning na de Nobelprijs.
Lindstrøm onderzoekt de omstandigheden, twijfels en ook de stilte die bestaat tussen mensen die elkaar heel nabij zijn. Het Groot Noors Lexicon omschreef Lindstrøm als: 'Iemand die de innerlijke pijnpunten met verontrustende precisie, door middel van taal, weergeeft.'

## Prijzen en erkenning
- Mads Wiel Nygaards schenking - 1994
- Doblougprijs: voor haar gehele literaire werk - 2008
- Kritikerprisen - 2011
- Literatuurprijs van de Noordse Raad - 2012